# Мохиси (Тетрицкаройский муниципалитет)
Мохиси (груз. მოხისი) — село в Грузии, на территории Тетрицкаройского муниципалитета края (мхаре) Квемо-Картли.

## География
Село находится в юго-восточной части Грузии, на южном склоне Триалетского хребта, на расстоянии приблизительно 18 километров (по прямой) к северо-северо-западу от города Тетри-Цкаро, административного центра муниципалитета. Абсолютная высота — 1464 метра над уровнем моря.

## Население
По результатам официальной переписи населения 2014 года в Мохиси проживал 1 человек (мужчина). В национальной структуре населения грузины составляли 100 %.
| Год  | Население, человек |
| ---- | ------------------ |
| 2002 | 14                 |
| 2014 | ↘ 1                |